# Comuna de Wągrowiec
Wągrowiec (polaco: Gmina Wągrowiec) é uma gminy (comuna) na Polónia, na voivodia de Grande Polónia e no condado de Wągrowiecki. A sede do condado é a cidade de Wągrowiec.
De acordo com os censos de 2004, a comuna tem 11 268 habitantes, com uma densidade 32,4 hab/km².

## Área
Estende-se por uma área de 347,75 km², incluindo:
- área agrícola: 69%
- área florestal: 20%

## Demografia
Dados de 30 de Junho 2004:
|                      | Total   | Total | Mulheres | Mulheres | Homens  | Homens |
| -------------------- | ------- | ----- | -------- | -------- | ------- | ------ |
|                      | pessoas | %     | pessoas  | %        | pessoas | %      |
| População            | 11 268  | 100   | 5533     | 49,1     | 5735    | 50,9   |
| Densidade (pop./km²) | 32,4    | 100   | 15,9     | 15,9     | 16,5    | 16,5   |

De acordo com dados de 2002, o rendimento médio per capita ascendia a 1275,79 zł.

## Subdivisões
- Bartodzieje, Bracholin, Brzeźno Stare, Bukowiec, Czekanowo, Długa Wieś, Grylewo, Kaliska, Kaliszany, Kamienica, Kiedrowo, Kobylec, Kołybiec, Koninek, Kopaszyn, Krosno, Ludwikowo, Łaziska, Łekno, Łęgowo, Łukowo, Nowe, Ochodza, Oporzyn, Pawłowo Żońskie, Pokrzywnica, Potulice, Przysieczyn, Przysieka, Rąbczyn, Redgoszcz, Rgielsko, Rudnicze, Runowo, Sarbka, Siedleczko, Sienno, Tarnowo Pałuckie, Toniszewo, Werkowo, Wiatrowiec, Wiatrowo, Wiśniewo, Żelice.

## Comunas vizinhas
- Budzyń, Damasławek, Gołańcz, Margonin, Mieścisko, Rogoźno, Skoki, Wągrowiec